# Pattinaggio di velocità ai IX Giochi olimpici invernali - 500 m femminile
La competizione dei 500 m femminile di pattinaggio di velocità ai IX Giochi olimpici invernali si è svolta il giorno 30 gennaio 1964 sulla pista del  Olympia Eisschnelllaufbahn a Innsbruck.

## Risultati
| Pos.    | Atleta                   | Nazione          | Tempo |
| ------- | ------------------------ | ---------------- | ----- |
| Oro     | Lidija Skoblikova        | Unione Sovietica | 45"0  |
| Argento | Irina Egorova            | Unione Sovietica | 45"4  |
| Bronzo  | Tat'jana Sidorova        | Unione Sovietica | 45"5  |
| 4       | Jeanne Ashworth          | Stati Uniti      | 46"2  |
| 4       | Jan Smith                | Stati Uniti      | 46"2  |
| 6       | Gunilla Jacobsson        | Svezia           | 46"5  |
| 7       | Mary Lawler              | Stati Uniti      | 46"6  |
| 8       | Helga Haase              | Germania         | 47"2  |
| 9       | Inger Eriksson           | Svezia           | 47"3  |
| 10      | Doreen Ryan              | Canada           | 47"7  |
| 11      | Christina Lindblom       | Svezia           | 47"8  |
| 12      | Hatsue Nagakubo          | Giappone         | 47"9  |
| 13      | Doreen McCannell         | Canada           | 48"0  |
| 13      | Kaija Mustonen           | Finlandia        | 48"0  |
| 15      | Ryoo Choon-Za            | Corea del Nord   | 48"4  |
| 16      | Kaija-Liisa Keskivitikka | Finlandia        | 48"8  |
| 16      | Elwira Seroczyńska       | Polonia          | 48"8  |
| 18      | Françoise Lucas          | Francia          | 48"9  |
| 19      | Yasuko Takano            | Giappone         | 49"3  |
| 20      | Kim Hye-Suk              | Corea del Sud    | 49"6  |
| 21      | Brigitte Reichert        | Germania         | 49"8  |
| 22      | Adelajda Mroske          | Polonia          | 49"9  |
| 23      | Helena Pilejczyk         | Polonia          | 50"1  |
| 24      | Kaneko Takahashi         | Giappone         | 50"5  |
| 25      | Sigrit Behrenz           | Germania         | 50"9  |
| 25      | Kornélia Ihász           | Ungheria         | 50"9  |
| 27      | Jarmila Šťastná          | Cecoslovacchia   | 52"0  |
| 28      | Han Pil-Hwa              | Corea del Nord   | 58"5  |